# Hans von Ostau
Hans von Ostau (* 2. Dezember 1863 in Berlin; † 3. Juli 1951 in Rietzel) war ein preußischer Landwirt und Politiker.

## Leben

### Herkunft

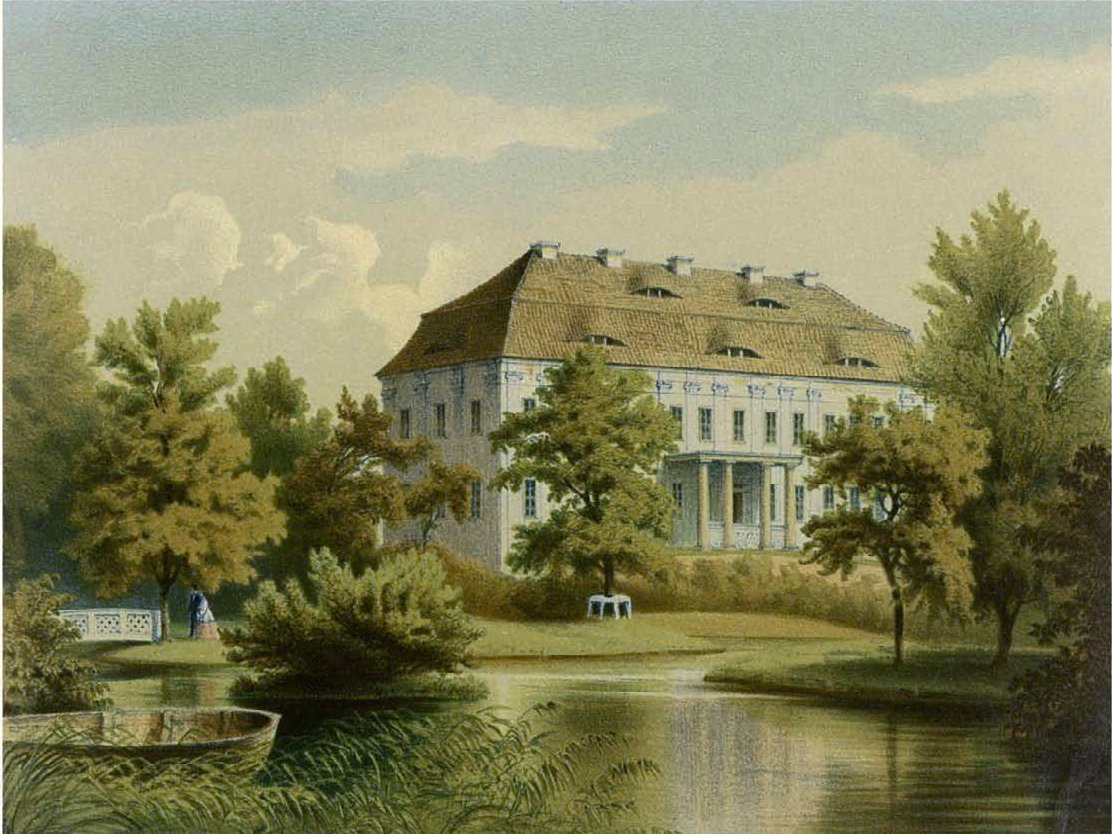
Schloss Dretzel um 1857/58, Sammlung Alexander Duncker

Hans Heinrich Eugen Erdmann von Ostau entstammte dem indigenen altpreußischen Uradel. Sein Geschlecht führte ursprünglich den Namen von Ponnau nach dem Familiensitz Ponnau (Landkreis Wehlau in Ostpreußen). Aus unbekannten Gründen bediente sich die Familie erst seit 1535 des Namens von Ostau. Er wurde am 2. Dezember 1863 in Berlin als zweites Kind des königlich-preußischen Obersten Eugen Anton Ludwig von Ostau (1828–1901), Herr auf Dretzel bei Magdeburg und Rechtsritter der Johanniterordens, und der Anna von Zastrow (1836–1911) geboren. Eleonore von Rotenhan ist seine Nichte.

### Werdegang
Wie im preußischen Adel damals üblich, trat er, obwohl Erbe des väterlichen Gutes Dretzel, zunächst als Offiziersbewerber in den preußischen Militärdienst, und zwar in ein Kavallerieregiment, ein, ohne die Absicht zu haben, den Dienst zu seinem Beruf zu machen. Er stieg in der militärischen Hierarchie bis zum Rittmeister auf, um sich dann der Landwirtschaft auf dem väterlichen Gut zu widmen. Da er sich auch für politische Fragen interessierte, bewarb er sich um die Kandidatur für ein Mandat als Abgeordneter im Preußischen Landtag und wurde auch gewählt. Neben seiner Tätigkeit als Mitglied des Preußischen Abgeordnetenhauses und der Bewirtschaftung seines Gutes Dretzel wurde er auch noch Rechtsritter des Johanniterordens. Hier war Hans von Ostau Mitglied der Sächsischen Provinzial-Genossenschaft. Er selbst galt als wohlhabend und war im Millionärs-Adressbuch publiziert. Nach Beendigung des Zweiten Weltkrieges wurde er im Zuge der Bodenreform in der damaligen Sowjetischen Besatzungszone entschädigungslos enteignet.

### Familie
Am 27. August 1894 heiratete er Auguste von Sobbe (1870–1946), Tochter des königlich-preußischen Generals der Infanterie Ludwig von Sobbe. Das Paar hatte drei Töchter und einen Sohn, Oberleutnant Ludwig-Heinrich von Ostau-Dretzel, der 1939 im Krieg blieb. Hans von Ostau starb am 3. Juli 1951 in Rietzel im Landkreis Jerichow II im heutigen Bundesland Sachsen-Anhalt. Der Enkel Hans-Fabian von Ostau (1934–2021) hätte Dretzel so im Minorat geerbt und erwarb Dretzel 1999 für die Familie zurück.